# 康斯坦丁·哈宾斯基
康斯坦丁·哈宾斯基 ，PAR  （1972年1月11日—）是俄罗斯一位舞台和电影演员、导演和慈善家。他於2002年加入莫斯科艺术剧院。他是電視劇托洛茨基以及電影无畏上将高尔察克的主角。